# Astrapia mayeri
Astrapia mayeri là một loài chim trong họ Paradisaeidae. Astrapia đuôi mảnh là loài đặc hữu và phân bố tại vùng rừng phụ núi cao tại khu phía tây của cao nguyên trung tâm Papua New Guinea. Astrapia đuôi mảnh là loài chim thiên đường được phát hiện gần đây nhất.